# Gene Oliver
Pour les articles homonymes, voir Oliver.
Eugene George Oliver (22 mars 1935 – 3 mars 2007) était un joueur des ligues majeures de baseball. Il était principalement receveur (catcher) mais joua aussi comme première base.

## Biographie
Il joua 786 matchs en MLB pour les St. Louis Cardinals (1959, 1961-1963), les Milwaukee / Atlanta Braves (1963-1967), les Philadelphia Phillies (1967), les Boston Red Sox (1968), et les Chicago Cubs (1968-1969).
En 10 saisons, il tapa 93 coups de circuit, dont 21 en 1965. Échangé en 1967 contre Bob Uecker, Gene Oliver passe alors des Braves aux Phillies. Peu après cet échange, il se blesse gravement au genou ce qui écourtera sa carrière malgré des tentatives chez les Red Sox (1968) et les Cubs (1968-1969).